# 菅大輝
菅大輝（1998年9月10日—），日本足球運動員，日本國家足球隊成員，司職前鋒，現效力日職球隊札幌岡薩多。

## 俱乐部生涯
12岁时，菅大辉加入了札幌冈薩多青训营，2017年，菅大辉从札幌冈萨多青年队升入一线队，随后，菅大辉成为了札幌冈萨多的主力左翼卫，效力球隊至今的两年半时间里，菅大辉出场69次，贡献了2球8助攻的数据，2018年赛季前14轮日职比赛，菅大辉全部首发出场。
菅大辉本赛季联赛出战24场全部首发打入两粒进球。菅大辉攻防均衡速度快，是札幌冈萨多的核心球员之一。

## 國家隊生涯
第四届Caspian杯小组赛首战，日本U16与塔吉克斯坦打成一比一平手。菅大辉为日本队首开纪录，塔吉克斯坦在上半场补时第2分钟将比分扳平。 
菅大辉首次入选日本国家队，并在12月的东亚杯中打入代表国家队的首粒进球。

## 外部連結
- Profile at Consadole Sapporo
- 日本職業足球聯賽中的菅大輝 （日語）